# المرج الأخضر (المالكية)
المرج الأخضر قرية سورية تتبع ناحية مركز المالكية في منطقة المالكية التابعة لمحافظة الحسكة في أقصى شمال شرق سورية. بلغ عدد سكانها 237 نسمة عام 2004.
تقع على بعد حوالي 18 كم إلى الجنوب الشرقي من مدينة المالكية. تبعد 4 كم تقريبا إلى الجنوب الغربي عن نقطة الحدود الثلاثية بين العراق وسورية وتركيا.